# Shaarei Shomayim (Toronto)
La Congregación Shaarei Shomayim (del inglés: Shaarei Shomayim Congregation), localizada en el centro de Toronto, Canadá, es una sinagoga ortodoxa moderna localizada dentro de la comunidad eruv. La cantidad de miembros de la sinagoga es de aproximadamente de 700 familias. El actual rabino es Chaim Strauchler.

## Historia
La congregación fue fundada por primera vez en el año 1928 en la calle Christie al número 563. Su nombre original fue el de Congregación Hillcrest. La congregación se mudó al número 840 del este de la avenida St. Clair en 1937, comenzando, como muchas otras congregaciones, tanto judías como cristianas han hecho, mediante la construcción de un espacio del sótano, en la actualidad el salón social, pero que primero se utilizaba como un espacio de culto. El edificio fue terminado en 1947.